# Isola di San Cirillo
L'isola di San Cirillo (in bulgaro остров св. Кирик) è un'isola bulgara situata nel Mar Nero. È conosciuta anche con il nome di isola dei Santi Quirico e Giulietta.

## Geografia
Dista appena 150 metri dalla penisola di Sozopol, ha una superficie di 0,08 km² e un'altitudine massima di 15 metri sul livello del mare. L'isola è collegata alla terraferma da una strada e un frangiflutti.

## Storia
L'isola ospita le rovine del monastero medievale dei Santi Quirico e Giulietta, all'epoca subordinato al monastero della vicina isola di Sant'Ivan.
Tra il 1925 e il 1926 sull'isola venne costruita una scuola per pescatori e marinai riservata agli orfani. Dopo appena dieci anni di vita la scuola venne riconvertita in un'accademia navale. Fino a non molto tempo fa l'isola di San Cirillo è stata un'area militare riservata con diverse navi della marina bulgara all'ancora.
Dal 2000 l'isola è stata demilitarizzata per diventare un'area turistica. In quanto considerata un monumento nazionale, tutti gli edifici costruiti sull'isola devono rispecchiare lo stile caratteristico di quelli della vicina città di Sozopol.